# Мохсен Абдель Хамид
Мохсен Абдель Хамид (араб. محسن عبد الحميد) — иракский политический деятель. В феврале 2004 года занимал должность Президента правительственного совета Ирака.

## Биография
Абдель Мохсен родился в 1937 году в городе Киркук. По национальности он курд. Получил образование в Каирском университете. В 1986 году вернулся в Ирак и начал работать в Багдадском университете. В 1996 году был арестован. Он осудил вторжение США в Ирак в 2003 году.
В феврале 2004 года занимал должность Президента правительственного совета в коалиционном правительстве Ирака. Был генеральным секретарем Исламской партии Ирака.
В 2005 году был по ошибке арестован американскими войсками и вскоре отпущен.
1. https://academickids.com/encyclopedia/index.php/Mohsen_Abdel_Hamid